# جيروم كلارك
جيروم كلارك (بالإنجليزية: Jerome Clarke)‏ (15 يوليو 1951 في جمهورية أيرلندا - ) هو لاعب كرة قدم أيرلندي في مركز الهجوم. شارك مع منتخب جمهورية أيرلندا لكرة القدم. أما مع النوادي، فقد لعب مع درودا يونايتد ونادي دوندالك ودوري أيرلندا الحادي عشر ‏.

## وصلات خارجية
- جيروم كلارك على موقع قاعدة بيانات كرة القدم.إي يو (الإنجليزية)